# Robert Clayton (3e baronnet)
Robert Clayton, 3e baronnet (c. 1740 - 10 mai 1799) est un homme politique anglais.

## Biographie

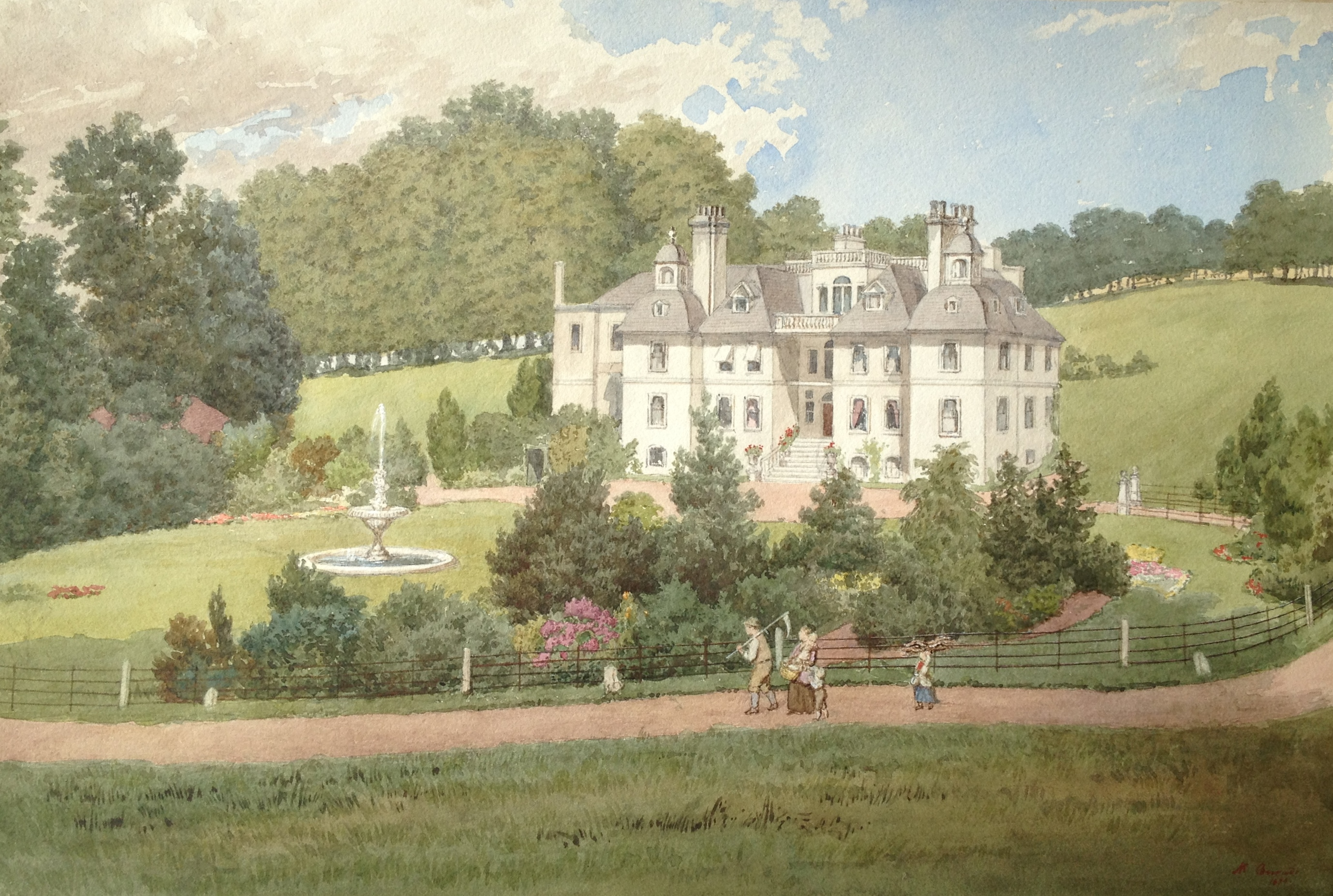
Marden Park Manor, Surrey, 1869

Il est le fils unique de Kenrick Clayton, 2e baronnet de Marden Park, Surrey, auquel il succède en 1769. 
Il est député de Bletchingley de 1768 à 1783, de Surrey de 1783 à 1784, de Bletchingley de 1787 à 1796 et d'Ilchester de 1796 jusqu'à sa mort. 
Il est décédé en mai 1799. Il épouse Mary, la fille de Frederick Standert de Greenwich, mais n'a aucun enfant. Le titre de baronnet passe à son cousin germain, William Clayton (4e baronnet), fils du frère cadet de son père, William. 